# Číčov (Spálené Poříčí)
Číčov (v místním nářečí Číčovo, německy Tschitschow) je vesnice, část města Spálené Poříčí v okrese Plzeň-jih v Plzeňském kraji. Nachází se asi šest kilometrů východně od Spáleného Poříčí. Číčov je také název katastrálního území o rozloze 3,99 km².

## Historie
V dobách předešlých kolísal název mezi termíny Čéčov nebo Číčovo. Název vychází ze staročeského Čiečov, což znamená Číčův dvůr. První písemná zmínka o Číčově pochází z roku 1352. Jde o zmínku v registrech papežských desátků, která připomíná zdejší kostel svatých Filipa a Jakuba. Samostatně je ves zmiňována roku 1360. Původně se jednalo o šestilánovou vesnici, která ve 14. století patřila zemanům Číčovcům z Číčova, kteří zde zřejmě postavili tvrz. Ve 30. letech 15. století byl Číčov spojen s Těnovicemi a zdejší tvrz zanikla. Během husitských válek byla patrně rozchvácena i místní fara a obyvatelé byli přiřazeni k faře v Těnovicích. V roce 1655 žil v Číčově sedlák, devět chalupníků, a pět zahradníků. V roce 1677 ves poničil rozsáhlý požár. Společně s Těnovicemi byl Číčov připojen roku 1721 k panství Spálené Poříčí. Nelehké životní podmínky dohnaly v letech 1880–1930 více než třetinu místních obyvatel k emigraci do Ameriky.

## Obyvatelstvo
| Rok            | 1869 | 1880 | 1890 | 1900 | 1910 | 1921 | 1930 | 1950 | 1961 | 1970 | 1980 | 1991 | 2001 | 2011 | 2021 |
| -------------- | ---- | ---- | ---- | ---- | ---- | ---- | ---- | ---- | ---- | ---- | ---- | ---- | ---- | ---- | ---- |
| Počet obyvatel | 424  | 501  | 447  | 418  | 418  | 395  | 326  | 284  | 281  | 234  | 236  | 202  | 197  | 182  | 200  |
| Počet domů     | 55   | 69   | 69   | 69   | 75   | 76   | 80   | 85   | 84   | 70   | 66   | 78   | 83   | 85   | 92   |

## Obecní správa
Při sčítání lidu v letech 1850–1979 Číčov byl samostatnou obcí, se kterým patřila nejprve do okresu Plzeň, ale v roce 1950 v okrese Blovice a od roku 1960 v okrese Plzeň-jih. Od 1. ledna 1980 je částí města Spálené Poříčí v okrese Plzeň-jih. V letech 1850–1979 k obci patřily Hořice. Tento stav setrval i po roce 1990.

## Pamětihodnosti
- Kostel svatých Filipa a Jakuba
- Usedlost čp. 41

## Rodáci
- Alois Janoušek (1888–1945) zde působil jako pedagog. Zapojil se do odbojové činnosti, byl zatčen a zahynul v Buchenwaldu.